# 琅琊道
琅琊道（ろうや-どう）は中華民国北京政府により設置された山東省の道。

## 沿革
1915年（民国4年）10月に設置、道尹は臨沂県に設置され、下部に臨沂、日照、郯城、莒県、沂水、費県、蒙陰の7県を管轄した。1928年（民国17年）5月に廃止されている。

## 行政区画
廃止直前の下部行政区画は下記の通り。（50音順）
- 沂水県
- 莒県
- 郯城県
- 日照県
- 費県
- 蒙陰県
- 臨沂県